# Custódio Castro
Custódio Miguel Dias de Castro známý též jen jako Custódio (* 24. května 1983 Brito) je portugalský fotbalista. Portugalsko reprezentoval v letech 2012–2013, v 10 zápasech. Získal bronzovou medaili na mistrovství Evropy v roce 2012. Dvakrát si zahrál finále Evropské ligy, jednou se Sportingem Lisabon (2004/05), jednou s Bragou (2010/11), ale v obou finále jeho tým prohrál a na trofej nedosáhl. Se Sportingem se stal mistrem Portugalska (2001–02), hrál za něj v letech 2002–2007. Dále hrál za Dynamo Moskva (2007–2008), Vitórii Guimarães (2009–2010), Bragu (2010–2015) a turecký Akhisar Belediyespor (2015–2017). Od roku 2020 je trenérem Bragy.